# Commission des Affaires économiques (Assemblée nationale)
Pour les articles homonymes, voir Commission des Affaires économiques (homonymie).
Histoire
Cadre
Bureau
La commission des Affaires économiques est une des huit commissions permanentes de l'Assemblée nationale française.
Elle a succédé au 1er juillet 2009 à la « commission des Affaires économiques, de l'Environnement et du Territoire », nom qu'elle avait pris le 8 octobre 2002 pour succéder à « commission de la Production et des Échanges ».

## Organisation

### Compétences
Les compétences de la commission fixées par l'article 36, alinéa 5, du Règlement sont les suivantes : 
- Agriculture et pêche ;
- énergie et industries ;
- Recherche appliquée et innovation ;
- Consommation, commerce intérieur et extérieur ;
- Poste et communications électroniques ;
- Tourisme ;
- Urbanisme et logement.

### Composition du bureau

#### Liste des présidents
| Portrait | Nom | Dates du mandat     | Dates du mandat  | Groupe            | Législature | Notes | |
| -------- | --- | ------------------- | ---------------- | ----------------- | ----------- | ----- | --- |
| 1        |     | Serge Poignant      | 1er juillet 2009 | 19 juin 2012      | UMP         | XIIIe | Député de la Loire-Atlantique de 1993 à 2012. Il devient le premier président de la nouvelle commission. Il quitte la présidence après la victoire du Parti socialiste aux élections législatives de 2012.                                                            |
| 2        |     | François Brottes    | 28 juin 2012     | 19 août 2015      | SRC         | XIVe  | Député de l'Isère de 1997 à 2015. Maire de Crolles de 2005 à 2014. Il quitte la présidence de la commission en même temps que son mandat de député, en conséquence de la prolongation de mission temporaire confiée par le Gouvernement ne pouvant excédant six mois. |
| 3        |     | Frédérique Massat   | 1er octobre 2015 | 20 juin 2017      | SRC/SER     | XIVe  | Première femme à présider cette commission. Députée de l'Ariège de 2007 à 2017. Elle ne se représente pas aux élections législatives de 2017. |
| 4        |     | Roland Lescure      | 29 juin 2017     | 21 juin 2022      | LREM        | XVe   | Député des Français établis hors de France de 2017 à 2022. Réélu aux élections législatives de 2022, il est nommé au gouvernement. |
| 5        |     | Guillaume Kasbarian | 30 juin 2022     | 8 février 2024    | LREM        | XVIe  | Député d'Eure-et-Loir depuis 2017. Il quitte la présidence en février 2024 à la suite de sa nomination au gouvernement. |
| 6        |     | Stéphane Travert    | 9 février 2024   | 9 juin 2024       | LREM        | XVIe  | Député de la Manche depuis 2012. Il devient président après la démission de Guillaume Kasbarian. |
| 7        |     | Antoine Armand      | 20 juillet 2024  | 21 septembre 2024 | EPR         | XVIIe | Député de la Haute-Savoie depuis 2022. Il quitte la présidence en septembre 2024 à la suite de sa nomination comme Ministre de l'Économie, des Finances et de l'Industrie dans le gouvernement Barnier.                                                               |
| 8        |     | Aurélie Trouvé      | 9 octobre 2024   | En cours          | LFI-NFP     | XVIIe | Députée de la Seine-Saint-Denis depuis 2022. |

#### XIIIelégislature
Lors de la XIIIe législature, elle est présidée par Serge Poignant et a pour vice-présidents Jean Dionis du Séjour, Jean Gaubert et Laure de la Raudière.

#### XIVelégislature
Du 28 juin 2012 au 20 juin 2017 (XIVe législature), elle est présidée par François Brottes (PS). Après la fin de son mandat en juillet 2015 pour cause de prolongation de mission au-delà de six mois, il est remplacé en octobre 2015 par Frédérique Massat (PS), qui devient la première femme à exercer cette fonction.
| Poste           | Titulaire | Titulaire                                        | Groupe | Circonscription       |
| --------------- | --------- | ------------------------------------------------ | ------ | --------------------- |
| Président       |           | François Brottes (jusqu'au 19 août 2015)         | SRC    | Isère (5e)            |
| Président       |           | Frédérique Massat (à partir du 1er octobre 2015) | SRC    | Ariège (1e)           |
| Vice-présidents |           | Bruno Nestor Azérot                              | GDR    | Martinique (2e)       |
| Vice-présidents |           | Daniel Fasquelle                                 | UMP    | Pas-de-Calais (4e)    |
| Vice-présidents |           | Henri Jibrayel                                   | SRC    | Bouches-du-Rhône (7e) |
| Vice-présidents |           | Jean Grellier                                    | SRC    | Deux-Sèvres (3e)      |
| Secrétaires     |           | Joël Giraud                                      | RRDP   | Hautes-Alpes (2e)     |
| Secrétaires     |           | Laure de La Raudière                             | UMP    | Eure-et-Loir (3e)     |
| Secrétaires     |           | Annick Le Loch                                   | SRC    | Finistère (7e)        |
| Secrétaires     |           | Hervé Pellois                                    | SRC    | Morbihan (1re)        |

#### XVelégislature
| Poste           | Titulaire | Titulaire              | Groupe | Circonscription                       |
| --------------- | --------- | ---------------------- | ------ | ------------------------------------- |
| Président       |           | Roland Lescure         | REM    | Français établis hors de France (1re) |
| Vice-présidents |           | Daniel Fasquelle       | LR     | Pas-de-Calais (4e)                    |
| Vice-présidents |           | Mickaël Nogal          | REM    | Haute-Garonne (4e)                    |
| Vice-présidents |           | Marie-Noëlle Battistel | NG     | Isère (4e)                            |
| Vice-présidents |           | Sophie Errante         | REM    | Loire-Atlantique (10e)                |
| Secrétaires     |           | Anne-Laurence Petel    | REM    | Bouches-du-Rhône (14e)                |
| Secrétaires     |           | Christelle Dubos       | REM    | Gironde (12e)                         |
| Secrétaires     |           | François Ruffin        | FI     | Somme (1re)                           |
| Secrétaires     |           | Thierry Benoit         | LC     | Ille-et-Vilaine (6e)                  |

#### XVIelégislature
| Poste           | Titulaire | Titulaire              | Groupe | Circonscription        |
| --------------- | --------- | ---------------------- | ------ | ---------------------- |
| Président       |           | Guillaume Kasbarian    | RE     | Eure-et-Loir (1e)      |
| Vice-présidents |           | Marie-Noëlle Battistel | SOC    | Isère (4e)             |
| Vice-présidents |           | Thierry Benoit         | HOR    | Ille-et-Vilaine (6e)   |
| Vice-présidents |           | Julien Dive            | LR     | Aisne (2e)             |
| Vice-présidents |           | Anne-Laurence Petel    | RE     | Bouches-du-Rhône (14e) |
| Secrétaires     |           | Anne-Laure Babault     | DEM    | Charente-Maritime (2e) |
| Secrétaires     |           | Anne-Laure Blin        | LR     | Maine-et-Loire (3e)    |
| Secrétaires     |           | Sandra Marsaud         | RE     | Charente (2e)          |
| Secrétaires     |           | Aurélie Trouvé         | LFI    | Seine-Saint-Denis (9e) |

#### XVIIelégislature
| Poste           | Titulaire | Titulaire                                  | Groupe  | Circonscription        |
| --------------- | --------- | ------------------------------------------ | ------- | ---------------------- |
| Président       |           | Antoine Armand (jusqu'au 1er octobre 2024) | EPR     | Haute-Savoie (2e)      |
| Président       |           | Aurélie Trouvé (depuis le 9 octobre 2024)  | LFI-NFP | Seine-Saint-Denis (9e) |
| Vice-présidents |           | Marie-Noëlle Battistel                     | SOC     | Isère (4e)             |
| Vice-présidents |           | Charles Fournier                           | ÉcoS    | Indre-et-Loire (1re)   |
| Vice-présidents |           | Pascal Lecamp                              | Dem     | Vienne (3e)            |
| Vice-présidents |           | Jean-Pierre Vigier                         | DR      | Haute-Loire (2e)       |
| Secrétaires     |           | Xavier Albertini                           | HOR     | Marne (1re)            |
| Secrétaires     |           | Agnès Pannier-Runacher                     | EPR     | Pas-de-Calais (2e)     |
| Secrétaires     |           | Richard Ramos                              | Dem     | Loiret (6e)            |
| Secrétaires     |           | Vincent Rolland                            | DR      | Savoie (2e)            |